# Irene, Irene
Irene, Irene è un film italiano del 1975 diretto da Peter Del Monte.
Si tratta del primo film del regista distribuito in sala.

## Riconoscimenti
- 1976 - Globo d'oro
  - Premio per la miglior attrice rivelazione a Olimpia Carlisi
- 1976 - Nastro d'argento
  - Candidatura al premio per il miglior regista esordiente a Peter Del Monte